# Esat Oktay Yıldıran
Esat Oktay Yıldıran, né le 15 ou le 22 février 1949 et mort assassiné le 22 octobre 1988 à Istanbul, est un officier turc. 

## Biographie
Esat Oktay Yıldıran est né le 15 février 1949 dans le quartier de Buca à Izmir. Son père était ouvrier dans une usine d'Izmir. Sa mère était femme au foyer. Yıldıran a fait ses études primaires et secondaires à Buca. Il a fait ses études secondaires au lycée Atatürk d'Izmir.

### Participation à l’opération de Chypre (1974)
En 1974 il participe à l'invasion de Chypre, visant à maintenir l’occupation d’une partie du nord de l’île, face au coup d’État chypriote grec visant l’unification avec la Grèce.
Avant cette opération, Yıldıran a servi sous les ordres du général Kemal Yamak, qui dirigeait entre 1971 et 1974 le département de la guerre spéciale, l’une des unités les plus importantes pour la coordination des forces turques à Chypre. Yıldıran a notamment travaillé durant le commandement des forces turques de maintien de la paix dans la région.

### Mandat à la prison militaire de Diyarbakır (1981–1983)
Après le coup d’État du 12 septembre 1980, il a exercé la fonction de chef de la sécurité à la prison militaire de type E de Diyarbakır du 24 février 1981 jusqu’en 1983. Il a été envoyé à Diyarbakır depuis Ankara et a pris cette fonction en remplacement du sous-lieutenant  Mevlüt Akkoyun.
Il aurait torturé des prisonniers de la prison de Diyarbakır, notamment des civiles kurdes  voulant turkifier la population kurde en rejetant jusqu'a l'existence du peuple kurde, il a aussi torturé des membres du PKK.